# Homoserina deshidrogenasa
La enzima Homoserina deshidrogenasa cataliza la reacción de oxidación de la L-homoserina a L-aspartato-4-semialdehído utilizando NAD+ o NADP+ como aceptor de electrones.
L-homoserina + NAD(P)+ {\displaystyle \rightleftharpoons } L-aspartato-4-semialdehído + NAD(P)H
Esta reacción es la tercera etapa de la ruta que transforma el aspartato en homoserina. Esta última participa en la biosíntesis de la treonina, isoleucina y metionina.
La enzima del Saccharomyces cervisiae actúa más rápidamente con NAD+, en cambio la de la Neuroespora con NADP+.
La homoserina deshidrogenasa (HDh) se encuentra como una proteína de cadena única, o como una enzima bifuncional consistente en un dominio N-terminal aspartoquinasa y un dominio C-terminal deshidrogenasa; como por ejemplo en la Escherichia coli. El dominio N-terminal cataliza la reacción normalmente catalizada por la aspartato kinasa.
ATP + L-aspartato {\displaystyle \rightleftharpoons } ADP + 4-fosfo-L-aspartato